# Maiken Caspersen Falla
Maiken Caspersen Falla (n. 13 august 1990, Lørenskog, Akershus, Norvegia) este o schioară de fond norvegiană, medaliată olimpică. A participat la 4 ediții ale Jocurilor Olimpice (2010, 2014, 2018, 2022) în care a câștigat o medalie de aur.